# Poullain de la Barre
François Poullain de La Barre (París, juliol de 1647 - Ginebra, 4 de maig de 1725) va ser un escriptor, filòsof cartesià i protofeminista.

## Biografia
Va néixer en el si d'una família burgesa. Es va formar des de nen per a la carrera eclesiàstica a la que el seu pare l'havia destinat. El 1663, amb 16 anys, va obtenir el grau de mestratge. Tres anys després, a la Universitat de la Sorbona, va aconseguir el grau de batxiller en teologia i va iniciar els de doctorat en Teologia.
Va participar en els debats intel·lectuals de la seva època, tant els que es desenvolupaven dins de la Universitat com els que, per diverses raons, eren qüestions excloses de la Universitat, llegides i discutides als carrers i els salons parisencs de l'època, espais de llibertat i emancipatoris. Així va ser com va entrar en contacte amb els nous corrents cartesians i gasendistes, arribant a convertir-se a la nova filosofia, fins al punt d'abandonar els seus estudis de doctorat.
Va ser ordenat sacerdot catòlic, però el 1688 es va convertir al calvinisme sent, per això, repudiat per la seva família. Va ser perseguit i, després de la revocació de l'edicte de Nantes el 1685, va haver de fugir, fet que li va valer no només el repudi familiar sinó a més el ser perseguit i finalment haver de fugir a Ginebra. Acollit com a ciutadà a Suïssa, allí es va casar, va tenir dos fills, i es va dedicar fins a la fi dels seus dies a l'ensenyament.
La qüestió de la llibertat religiosa va ser central en la vida de Poullain i va marcar la seva trajectòria vital i intel·lectual. L'altre gran tema, per influència del preciosisme, va ser la polèmica sobre la naturalesa i situació de les dones.
En els salons literaris entra en contacte amb el moviment Preciosista i les seues querelles de les dones. Les aristòcrates cultes qüestionaven l'autoritat marital, demanaven l'accés al món intel·lectual, a les Acadèmies, donaven suport a el desenvolupament de la llengua francesa, etc. Van promoure la consolidació del francès com a llengua moderna i viva enfront de les llengües mortes que excloïen del saber, per no ser conegudes, a la majoria de la població, especialment la femenina.
| «                                                                                    | El primer pensador a l'Europa moderna que construeix tota la seva filosofia social en un concepte universalista d'igualtat. | » |
| — Luz Stella León Hernández, Françoise Poullain de la Barre: Feminismo y modernidad. | |   |

## Obres de Poullain de la Barre
A París va publicar l'any de 1672 Rapports de la langue Latine avec la Françoise, pour traduire élégamment et sans peine (Les relacions entre la llengua llatina i el francès) fent una defensa del francès com a llengua moderna.
En 1673, fa aparèixer anònimament De l'égalité des deux sexes, discours physique et moral où l'on voit l'importance de se défaire des préjugez on demostra que el tracte desigual que sofreixen les dones no té un fonament natural, sinó que procedeix d'un prejudici cultural. En opinió de Celia Amorós aquesta obra és:
| «                                                                                  | Un tractat d'on s'extreuen amb una lògica impecable les derivacions, en relació amb els drets de les dones, de la lluita cartesiana contra el prejudici, l'argument basat en l'autoritat, el costum i la tradició. Sobre aquestes bases, així com sobre la idea que «I'esprit n'a pas de sexe» (o, si es prefereix, «I'esprit est de tout sexe», corol·lari del dualisme cartesià mente-cos), s'argumenten reivindicacions feministes com la del sacerdoci, l'exercici de la judicatura, del poder polític, l'acompliment de les càtedres universitàries, l'accés als alts càrrecs de l'exèrcit: tot això donat suport, en definitiva, en una educació totalment igualitària. | » |
| — Luz Stella León Hernández, François Poullain de la Barre: Feminismo y modernidad | |   |

En una altra de les seves obres, sempre anònimes, De l'éducation des dames pour la conduite de l'esprit dans les sciences et dans les mœurs, Poullain de La Barre prossegueix la reflexió sobre l'educació de les dones. Paullain preconitza que les dones rebin una veritable educació que els obri les portes de totes les carreres, incloses les científiques.
Uns anys més tard, en la seva obra De l'excellence des hommes contre l'égalité des sexes, defensa amb ironia el punt de vista sexista que prevalia en la seva època. Ridiculitzant els arguments patriarcals espera arribar a un nombre més gran de persones.
Bayle ha enunciat la hipòtesi que Poullain hi hauria refutat la seva pròpia teoria perquè se sentia amenaçat. Però els arguments antifeministas que posen en dubte la sinceritat d'aquesta refutació, arriben a l'absurd. A més, el lloc de Poullain de La Barre en la història del feminisme, varia considerablement d'un autor a un altre.
| «                                                                                  | És una "autorefutació". En ella Poulain intenta desmuntar, un a un, els arguments en contra de la igualtat de les dones, refutándose a si mateix i reconstruint arguments basats en la raó. A l'obra trobem una crítica, molt avançada per al seu temps, a la valoració positiva del progrés cientificotècnic, i una «conjectura històrica sobre l'estat de naturalesa que conté la idea cartesiana del" bon sens "de caràcter universal, preveient el perill que podia pressuposar la corrupció del desenvolupament tècnic no-racional vençut per la raó pràctica kantiana "avant la lettre". | » |
| — Luz Stella León Hernández, François Poullain de la Barre: Feminismo y modernidad | |   |

En 1670 escriu i publica en Ginebra La Doctrine des protestants sur la liberté de lire l'Ecriture Sainte referit al lliure i públic examen de consciència.

## Lectura feminista de l'obra de Poullain de La Barre
En la Genealogia del feminisme que situa en la Il·lustració l'origen teòric del Feminisme, es considera que la Primera ona del feminisme comença amb l'obra de Poullain de La Barre De la igualtat dels dos sexes. En aquest llibre la dona passa a ser, per primera vegada, subjecte epistemològic. Aquest filòsof és la senda perduda entre Descartes i Rousseau.

El seu discurs no és el memorial de greuges, tampoc és un discurs de l'excel·lència. És un gènere de vindicación que es produeix a partir del moment en el qual les idees del Barroc i les de la filosofia cartesiana, van fonamentar un concepte d'igualtat vàlid contra l'Antic Règim i els privilegis de sang que, no obstant això, excloïa a les dones. Fins que aquesta idea d'igualtat no es va predicar respecte de l'home no es va poder vindicar per a la dona.
| «                                                        | Aplica los criterios de racionalidad a las relaciones entre los sexos y extiende el bons sens cartesiano a las mujeres. Anticipándose a las ideas principales de la Ilustración, critica especialmente el arraigo de los prejuicios y propugna el acceso al saber a las mujeres como remedio a la desigualdad y como parte del camino hacia el progreso y que responde a los intereses de la verdad. | » |
| — Elena Beltrán, Feminismo: debate teórico contemporáneo | |   |

Poullain va viure en la mateixa època i es va formar en els mateixos corrents filosòfics que la dels qui, enfront de l'hermenèutica feminista, es diu que «les seves opinions sobre la dona estaven condicionades per la situació de la dona en la seva època, i era impossible percebre les coses d'una altra manera.» No obstant això, François Poullain de La Barre sí que va tenir una altra perspectiva:
| «                                                                   | Per Poullain, doncs, el feminisme -avant la lettre- era un veritable test de filosofia, d'honestedat epistemològica i d'autoexigència ètica i cultural. | » |
| — Celia Amorós, El feminismo:senda no transitada de la Ilustración. | |   |

## Estudis i biografies
- (en francès) Madeleine Alcover, Poullain de La Barre: une aventure philosophique, Paris ; Seattle, Papers on French seventeenth century literature, 1981.
- (en francès) Elsa Dorlin, L'Évidence de l'égalité des sexes. Une philosophie oubliée du XVIIe siècle, Paris L'Harmattan, 2001 ISBN 978-2-7475-0016-6 978-2-7475-0016-6.
- (en francès) Christine Fauré, Corpus, 1985 p. 43-51.
- (en francès) Geneviève Fraisse,, Corpus, 1985 p. 27-41.
- (en anglès) Siep Stuurman,, Journal of the history of idees, 1997, vol. 58, no4, p. 617-640.
- (en anglès) Siep Stuurman, François Poulain de l'Escombra and the Invention of Modern Equality, Cambridge (Mass.), Harvard University Press, 2004 ISBN 978-0-674-01185-4 978-0-674-01185-4.

## Obres en línia
- (en francès) De l'Éducation des dames pour la conduite de l'esprit dans les sciences et dans les mœurs, Paris, J. Du Puis, 1674
- (en francès) De l'Égalité des deux sexes, discours physique et moral où l'on voit l'importance de se défaire des préjugez,  Paris, J. Du Puis, 1676
- (en francès) De l'Égalité des deux sexes, discours physique et moral où l'on voit l'importance de se défaire des préjugez, seconde édition, Paris, 1679 (transcription annotée et avec modernisation de l'orthographe)
- (en francès) De l'Excellence des hommes contre l'égalité des sexes París, J. Du Puis, 1675